# Calle Sourdeaux
La calle Sourdeaux es una de las principales calles de la localidad bonaerense de Bella Vista, ubicada en el Partido de San Miguel.

## Toponimia
Su nombre es en honor al fundador de la ciudad, Adolfo Sourdeaux.

## Recorrido
La calle comienza en la Av. Pres. Arturo U. Illia, en el límite con Campo de Mayo y termina en la calle Río Iguazú.

### Calles importantes que cruza
- 0: Inicio de la avenida en su intersección con la Av. Pres. Arturo U. Illia.
- 1.450: Cruce con la Av. Tte. Gral. Ricchieri.
- 1.500: Cruce con la Av. Francia.
- 1.600: Cruce con la calle Ente Ríos.
- 1.800: Cruce con la calle Ohiggins.
- 2.000: Cruce con la calle Munzón.
- 2.200: Cruce con la calle Ameghino.
- 2.400: Cruce con la  Av. Gaspar Campos.
- 2.700: Fin de la calle.